# Sein Lwin
Sein Lwin (birmanisch ဦးစိန်လွင်, * 1923; † 9. April 2004 in Rangun) war Militär und Politiker in Myanmar.
Berüchtigt wurde Sein Lwin durch verschiedene gewaltsame Aktionen gegen Aufständische im aus britischer Kolonialherrschaft entlassenen Birma, die ihm den Beinamen „der Schlächter von Rangun“ einbrachten. 1943 in den Armeedienst eingetreten, trat der damals 27-jährige Major bereits am 12. August 1950 mit der Ermordung von Saw Ba U Gyi, dem Anführer eines Aufstandes der Karen gegen die birmanische Regierung, in Erscheinung.
Nach dem Putsch von General Ne Win schlug er am 7. Juli 1962 einen Studentenaufstand gegen das Regime blutig nieder. Hunderte sollen dabei ums Leben gekommen sein.
1974 kam es wegen der Weigerung der Militärregierung, dem an Krebs gestorbenen birmanischen UN-Generalsekretär U Thant ein Staatsbegräbnis auszurichten, zu Demonstrationen von Studenten und buddhistischen Mönchen. Wieder war es Sein Lwin, der die Unruhen gewaltsam unterdrückte.
1983 war Sein Lwin zum stellvertretenden Generalsekretär der Burma Socialist Programme Party (BSPP) ernannt worden. Im Zuge der Unruhen des Jahres 1988 trat Ne Win zurück. Sein Lwin übernahm daraufhin am 27. Juli 1988 den Vorsitz der BSPP und wurde gleichzeitig Staatspräsident. Die Studentenunruhen nahmen danach weiter zu und gipfelten am 8. August 1988 in ihrer gewaltsamen Niederschlagung. Bis zum 13. August 1988 wurden um die 3000 Menschen in Rangun ermordet.
Nach nur 17 Tagen im Amt trat Sein Lwin am 12. August 1988 als Staatspräsident zurück. Amtierender Nachfolger war für 7 Tage Aye Ko, danach war der Zivilist Dr. Maung Maung  für einen Monat Präsident des Landes, bevor am 18. September nach dem Putsch von General Saw Maung wieder eine Militärregierung die Macht übernahm.
| Personendaten    | Personendaten                       |
| ---------------- | ----------------------------------- |
| NAME             | Sein Lwin                           |
| KURZBESCHREIBUNG | myanmarischer Militär und Politiker |
| GEBURTSDATUM     | 1923                                |
| STERBEDATUM      | 9. April 2004                       |
| STERBEORT        | Rangun                              |